# 古羅馬水道

位於法國南部的古羅馬水道遺址

古代羅馬人在共和國及後來的帝國各地修建水渠，將外地的水引入城市，用於公共浴池、廁所、噴泉、家庭生活使用，並還可用於採礦、製粉、農業和花園。羅馬水道通過重力使水沿管道流動。大多數管道位於地下，但在谷地等地則變為橋樑形式。羅馬水道大部分都設有沉澱池以淨化水質。第一條羅馬水道修建於西元前312年。至3世紀時，羅馬已經有11條水道。一些羅馬水道被保留至現代早期，並且部分現在仍在使用。

## 古羅馬水道一覧

### 流經羅馬市內的水道
為了滿足城市龐大人口的需求，鋪設了 11 條渡槽。總的來說，每天的供水能力至少為 1,127,220 立方米（約 3 億加侖）。在整個涅爾瓦統治時期，水道管理員 (curator aquarum) 塞克斯圖斯·朱利葉斯·弗朗蒂努斯 (Sextus Julius Frontinus) 詳細記錄了 97 條城市水道的統計數據。而人們對弗朗蒂努斯之後建造的水道知之甚少。
| 名稱                                 | 建造年分          | 全長（km） | 高度 水源地 （m） | 高度 羅馬城 （m） | 送水量（m³ 每日）   | 其他       |
| ------------------------------------ | ----------------- | ---------- | ----------------- | ----------------- | ------------------- | ---------- |
| 阿皮亞水道（Aqua Appia）             | 前312年           | 16.561     | 30                | 20                | 73,000              | -          |
| 舊阿尼奧水道（Aqua Anio Vetus）      | 前272年 - 前269年 | 63.640     | 280               | 48                | 61,640              | -          |
| 瑪西亞水道（Aqua Marcia）            | 前144年 - 前140年 | 91.331     | 318               | 59                | 187,600             | -          |
| 特普拉水道（Aqua Tepula）            | 前125年           | 17.745     | 151               | 61                | 17,800              | -          |
| 尤利亞水道（Aqua Iulia或Aqua Julia） | 前33年            | 22.831     | 350               | 64                | 48,240              | -          |
| 處女水道（Aqua Virgo）               | 前19年            | 20.875     | 24                | 20                | 100,160             | 特雷維噴泉 |
| 阿西蒂娜水道（Aqua Alsietina）       | 前2年左右         | 32.815     | 209               | 17                | 15,680 （不可飲用） | -          |
| 克勞狄水道（Aqua Claudia）           | 38年 - 52年       | 68.681     | 320               | 67                | 184,280             | -          |
| 新阿尼奧水道（Aqua Anio Novus）      | 38年 - 52年       | 86.876     | 400               | 70                | 189,520             | -          |
| 圖拉真水道（Aqua Traiana）           | 109年             | 32.500     | -                 | -                 | -                   | -          |
| 亞歷山大水道（Aqua Alexandrina）     | 226年             | 22         | -                 | -                 | -                   | -          |

※如果有古羅馬單位的描述、下列是換算後的標準：1 passus = 1.48m, 1 quinaria = 40m^3/日。
在這11條渡槽中，有6條穿過羅馬東南郊的阿皮亞安蒂卡地區公園中的一段，稱為羅馬水道橋公園。

### 其他地方
羅馬人在其帝國內部的主要城市中建造了許多水槽。時至今日，水道遺址仍然存在於許多城市，而其中一些至今仍有作用。
- 加爾水道橋 （Pont du Gard、法國南部）
- 巴貝格水道與水車遺址 （Aqueduc et moulins de Barbegal、法國）
- 艾费尔水道（Eifelwasserleitung、德國）
- 濱海凱撒利亞水道（Caesarea Palaestina、以色列-巴勒斯坦）
- 塞哥維亞水道（Acueducto de Segovia、西班牙）
- 梅里達水道（Mérida、西班牙）
- 塔拉哥納水道（Tarragona、西班牙）
- 瓦倫斯水道橋（Valens aqueduct、土耳其-伊斯坦堡）
- 奧古斯塔水道（Aqua Augusta、義大利）
- 哈德良水道（Aqueduct of Hadrian、希臘）